# Anastasios Papapetrou
Anastasios Papapetrou (Grieks: Αναστάσιος Παπαπέτρου) (13 januari 1985) is een Grieks voetbalscheidsrechter. Hij is in dienst van FIFA en UEFA sinds 2016.
Op 7 juli 2016 debuteerde Papapetrou in Europees verband tijdens een wedstrijd tussen Hibernians FC en FC Spartak Trnava in de voorronde van de UEFA Europa League. De wedstrijd eindigde op 0–3 en Papaetrou gaf drie spelers één gele kaart.
Zijn eerste interland floot hij op 9 september 2018, toen Georgië met 1–0 won van Letland door een doelpunt van Tornike Okriasjvili.

## Interlands
| Datum            | Plaats           | Wedstrijd           | Uitslag | Competitie                  | Kreeg geel | Kreeg voor de tweede keer geel en dus rood | Weggestuurd |
| ---------------- | ---------------- | ------------------- | ------- | --------------------------- | ---------- | ------------------------------------------ | ----------- |
| 9 september 2018 | Tbilisi, Georgië | Georgië – Letland   | 1 – 0   | UEFA Nations League 2018/19 | 4          | 0                                          | 0           |
| 23 maart 2019    | Gibraltar        | Gibraltar – Ierland | 0 – 1   | EK 2020 kwalificatie        | 4          | 0                                          | 0           |
| 10 oktober 2019  | Brussel, België  | België – San Marino | 9 – 0   | EK 2020 kwalificatie        | 3          | 0                                          | 0           |

Laatste aanpassing op 15 februari 2021